# Charles Poulenard
Alexandre Casimir Charles Poulenard (Sens, 1885. március 30. – Párizs, 1958. november 10.) olimpiai ezüstérmes francia atléta, futó.

## Pályafutása
Négy versenyszámban szerepelt az 1912-es olimpiai játékokon. 200 és 800 méteren már a selejtezőkörben kiesett, 400-on pedig az elődöntőig jutott. Tagja volt a négyszer négyszázas francia váltónak, amely ezüstérmet szerzett. Poulenard Charles Lelong, Robert Schurrer és Pierre Failliot társaként, 3:20,7-es időeredménnyel végzett az olimpiai bajnok amerikai váltó mögött.
Később Jules Ladoumègue edzője lett.

## Egyéni legjobbjai
- 200 méteres síkfutás - 22,8 s (1912)
- 400 méteres síkfutás - 50,0 s (1908)
- 800 méteres síkfutás - 1:57,6 s (1912)